# Feria Internacional del Libro Infantil y Juvenil

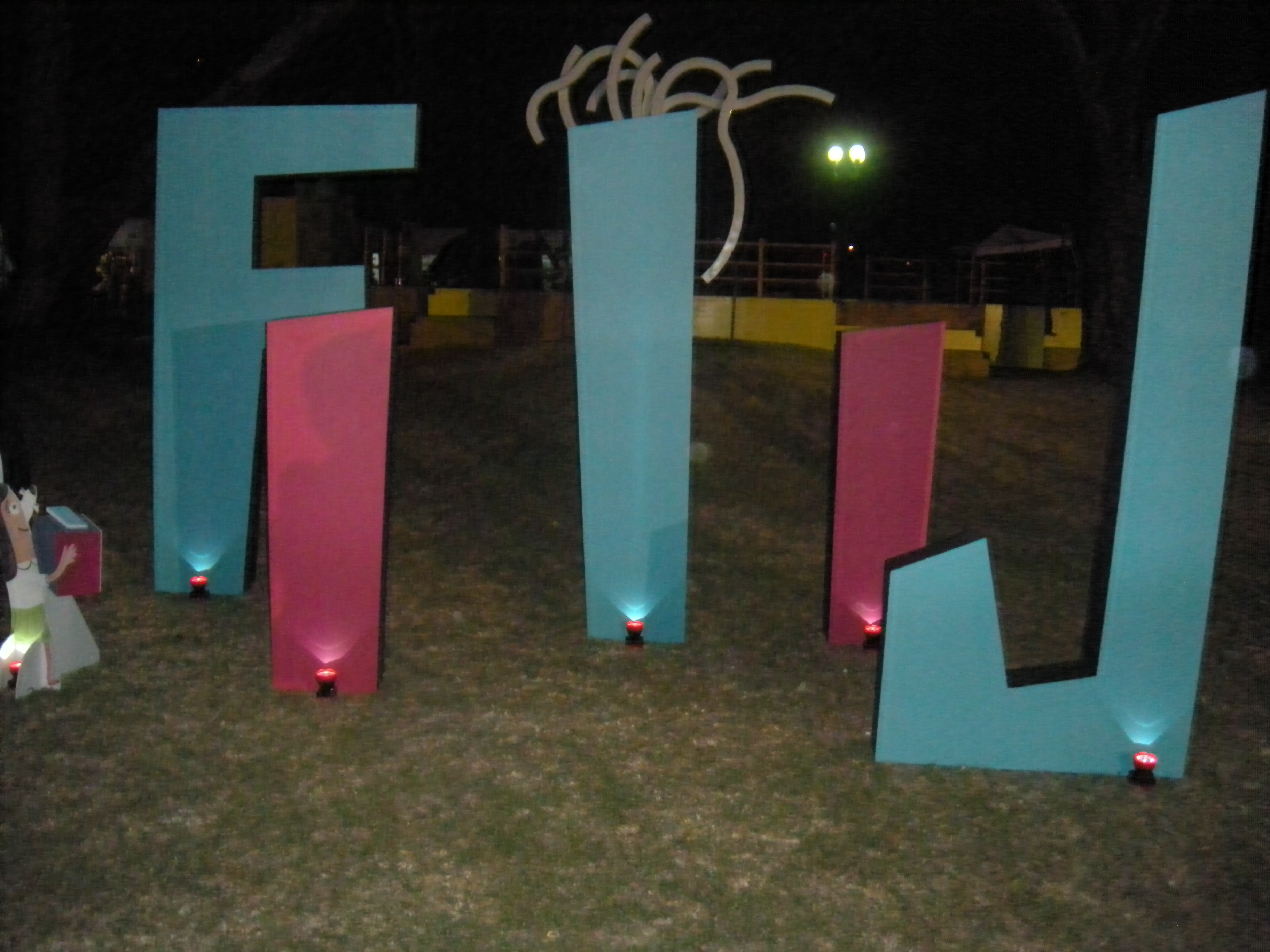
35° edición de la FILIJ

La Feria Internacional del Libro Infantil y Juvenil (FILIJ) es un evento educativo y cultural que se ha organizado anualmente desde 1981 por la Secretaria de Cultura, antes Consejo Nacional para la Cultura y las Artes, y con la colaboración de IBBY-México. Su sitio en línea se autodefine como ''un espacio de promoción a la lectura dirigido a niños y jóvenes y difusión editorial, asimismo dispone de un foro de encuentro con destacados y prestigiosos autores, estudiosos, investigadores, especialistas e interesados en literatura infantil y juvenil''.  El Centro Nacional de las Artes fue la sede de la FILIJ hasta el año 2015. De 2016 a 2018 se trasladó su realización a Parque Bicentenario en la delegación Miguel Hidalgo. La edición de 2019 regresó al Centro Nacional de las Artes. Desde 2022 se realiza en el Bosque de Chapultepec.

## Historia

### Antecedentes de la FILIJ en México
A principios del siglo XX, y durante todo el siglo XIX, se produjo muy poca literatura infantil, pues las casas editoriales e imprentas eran escasas. Casi a la par de la creación de la SEP en 1921 también se pone en circulación el término de ''literatura infantil y juvenil''. Dados sus esfuerzos de difusión cultural y su labor editorial, José Vasconcelos encargó la elaboración y edición de dos antologías tituladas Lecturas clásicas para niños, para cuya compilación  participaron, entre otros, Gabriela Mistral, Salvador Novo, Alfonso Reyes y Carlos Pellicer.  Poco después nació la Biblioteca de Chapulín, coordinada por el jefe del departamento editorial de la SEP, Miguel N. Lira, la cual fue uno de los proyectos mejor establecidos en este periodo e incluyó una cantidad considerable de títulos nuevos. Para 1945 se publicó Cuentos mexicanos para niños de María Teresa Castelló, ''Pascuala Corona'',y en 1951 Cuentos de Rancho.  Ya para la década de los sesenta, la Dirección General de Internados de Enseñanza Primaria y Escuelas Asistenciales de la SEP realizó concursos mensuales de cuentos y los publicó en Cuentos de niños para niños.
Para 1977 la Casa de Cultura de Campeche y el INBA instauraron el Premio Nacional de Cuento para Niños ''Juan de la Cabada'', y en 1979 se celebró en Morelos el Segundo Congreso Internacional de Literatura Infantil en Español, con participantes como Carmen Bravo-Villasante y Denise Escarpit. Además, considerando que este año fue precisamente declarado como el Año Internacional del Niño, se organizó un programa para motivar a los niños a escribir sobre la ciudad de México.

### El papel de IBBY-México
La Asociación para Leer, Escuchar, Escribir y Recrear, A.C. fue fundada en México en 1979, y un año después se afilió a IBBY (International Board of Books for Young People), renombrándose como IBBY-México. Esta organización orientó las publicaciones de la SEP, colaboró en las relaciones de información y consulta con la UNESCO, la UNICEF y el Comité Internacional del Libro. Asimismo, permitió que se conocieran muchos libros escritos en otras lenguas y la difusión internacional de autores nacionales. Bajo el liderazgo de Carmen Esteva de García, Pilar Gómez y miembros de IBBY-México se realiza la primera Feria Internacional del Libro Infantil y Juvenil en 1981. Este evento ha reunido desde entonces a un importante sector de autores, editores, promotores, profesores y padres de familia para impulsar la difusión de la lectura. Es preciso considerar que IBBY se ha ocupado desde su fundación de impartir talleres, cursos y seminarios a educadores, así como de trabajar con interés en la animación y promoción de la lectura para niños y jóvenes. A partir de este evento es notoria una transformación en la concepción del público infantil y juvenil como lectores potenciales, capaces de construir los significados de los textos a los que se aproximan. 
La calidad de las publicaciones realizadas hasta entonces se modificó con la celebración de la FILIJ, pues creció el interés editorial en este sector y se impulsó con este crecimiento la trascendencia de la estructura didáctica, se apela a la experiencia infantil, se incluyen subgéneros como el terror y se diversificaron los temas tratados. También debido a toda esta dinamización comenzaron a surgir concursos y premiaciones de obras para niños y jóvenes que han enriquecido este campo literario.

## Eventos principales y algunos exponentes
Además de la promoción del mercado editorial para niños y jóvenes, se realiza un extenso programa de actividades como talleres de fomento a la lectura, espectáculos escénicos (teatro, clown, danza, circo, títeres), cuentacuentos, música, cine, presentaciones de libros y  charlas con escritores. De igual forma, el programa ''Profesionales'' pretende ''contribuir a la profesionalización de las personas que están involucradas en la cadena del libro, desde creadores hasta lectores". Para ello se diseñan e implementan "actividades dirigidas a autores, ilustradores, editores, diseñadores, promotores de lectura, libreros, bibliotecarios, narradores e investigadores''. Por este motivo, durante la celebración de la FILIJ se realizan eventos como el Seminario Internacional de Ilustración, el Encuentro Nacional de Bibliotecarios, el Encuentro Nacional de Libreros, las Clases Magistrales de Ilustración y de Novela, los Talleres de ilustración, narrativa, divulgación científica, libro-álbum, etcétera.
En el rubro de los cuentacuentos y la narración oral, se llevó a cabo la 1° jornada internacional para narradores orales, en la cual destacaron personajes como Claudio Ledesma, Benjamín Briseño, Gerardo Méndez, Marilú Carrasco, Moisés Mendelewicz y Vivianne Thirion, así como las colaboraciones del programa ''Alas y raíces'' y parte de la red de narradores de Santa Catarina.
Para la parte musical, la FILIJ ha contado con conciertos gratuitos de artistas como la Internacional Sonora Balkanera, la Orquesta Basura, el argentino Luis María Pescetti, Bomba Estéreo, Los Músicos de José, Monedita de Oro y Patita de Perro, entre otros.

## Oferta editorial
Para la edición de 2016, participaron en el evento 1300 sellos editoriales y una oferta de 50000 títulos, además de realizarse 403 presentaciones editoriales.

### Figuras reconocidas
Como parte del acercamiento entre escritores e ilustradores con el público infantil y juvenil, algunos personajes, nacionales e invitados del extranjero, reconocidos en el ámbito que han hecho presencia en la FILIJ son:
*Autores: Ana Garralón (España), Brenda Bellorín (Venezuela), Mónica B. Brozón, Juan Carlos Quezadas, Jaime Alfonso Sandoval, Francisco Hinojosa, Toño Malpica, María Baranda, Norma Muñoz Ledo (México), Dirk Reichardt (Alemania) y Satoshi Kitamura (Japón).
*Ilustradores: Carlos Velez, Mauricio Gómez Morin, Israel Barrón, (México), Julia Friese, Sebastian Meschenmoser (Alemania), Anthony Browne (Inglaterra), Matthias Picard (Francia) y Claudia Rueda (Colombia). 

## Concursos y premios
Algunos de las convocatorias de concursos lanzadas por la FILIJ son las siguientes:
-Premio FILIJ de Cuento para Niños
-Premio FILIJ de Teatro para Niños       
-Concurso Nacional de Cartel ''Invitemos a leer''
-Catálogo de Ilustradores de Publicaciones Infantiles y Juveniles
-Premio Internacional del libro Ilustrado Infantil y Juvenil
-Premio Embajador FILIJ